# جووانی کونیولو
جووانی کونیولو (ایتالیایی: Giovanni Cuniolo; ۲۵ ژوئن ۱۸۸۴ – ۲۵ دسامبر ۱۹۵۵) دوچرخه‌سوار اهل ایتالیا بود.